# 툰체 밴 랭크벨트

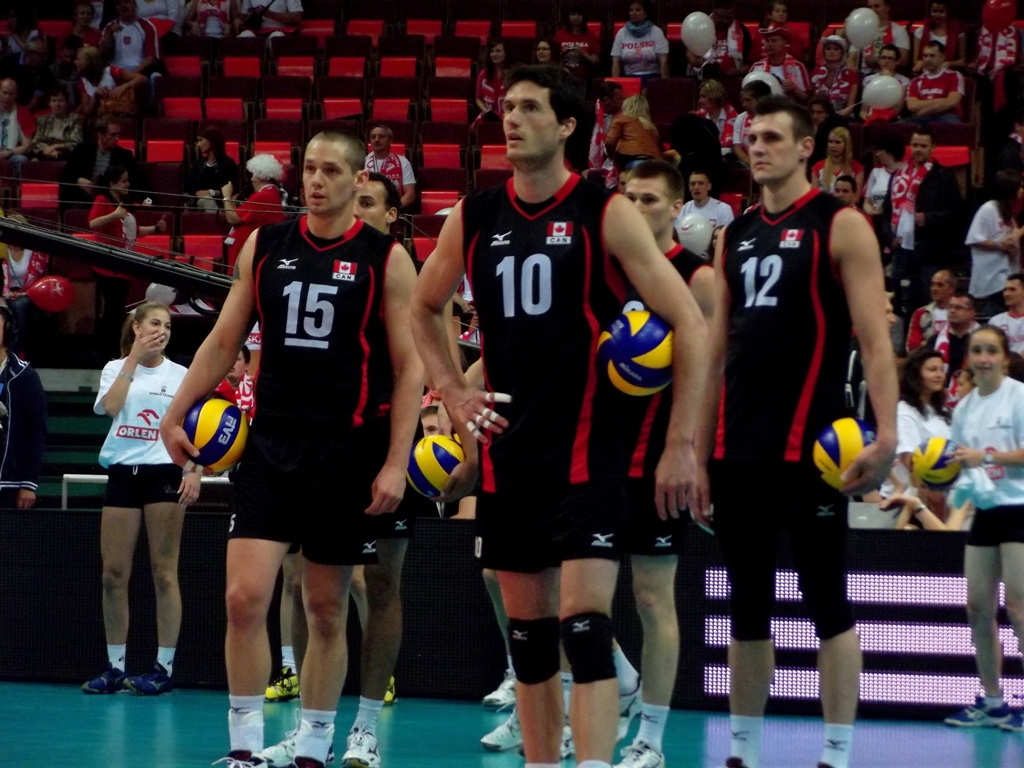
프레데릭 윈터스 (왼쪽), 툰체 밴 랭크벨트 (가운데), 개빈 슈밋 (오른쪽)

툰체 밴 랭크벨트(Toontje van Lankvelt, 1984년 7월 1일 ~ )는 캐나다의 배구 선수이다. 2014년 세계 남자 배구 선수권 대회에서 캐나다 국가대표팀으로 뛰었다.